# Saint-Laurent-de-la-Plaine
Saint-Laurent-de-la-Plaine és un municipi francès situat al departament de Maine i Loira i a la regió de País del Loira. L'any 2007 tenia 1.673 habitants.

## Demografia

### Població
El 2007 la població de fet de Saint-Laurent-de-la-Plaine era de 1.673 persones. Hi havia 596 famílies de les quals 124 eren unipersonals (56 homes vivint sols i 68 dones vivint soles), 184 parelles sense fills, 268 parelles amb fills i 20 famílies monoparentals amb fills.
La població ha evolucionat segons el següent gràfic:
Habitants censats

### Habitatges
El 2007 hi havia 628 habitatges, 597 eren l'habitatge principal de la família, 13 eren segones residències i 18 estaven desocupats. 591 eren cases i 35 eren apartaments. Dels 597 habitatges principals, 427 estaven ocupats pels seus propietaris, 165 estaven llogats i ocupats pels llogaters i 5 estaven cedits a títol gratuït; 2 tenien una cambra, 30 en tenien dues, 89 en tenien tres, 129 en tenien quatre i 347 en tenien cinc o més. 497 habitatges disposaven pel capbaix d'una plaça de pàrquing. A 269 habitatges hi havia un automòbil i a 297 n'hi havia dos o més.

### Piràmide de població
La piràmide de població per edats i sexe el 2009 era:
| Homes | Edats   | Dones |
| ----- | ------- | ----- |
| 0     | 95 o +  | 0     |
| 0     | 90 a 94 | 0     |
| 12    | 85 a 89 | 24    |
| 4     | 80 a 84 | 16    |
| 8     | 75 a 79 | 12    |
| 40    | 70 a 74 | 36    |
| 36    | 65 a 69 | 36    |
| 36    | 60 a 64 | 32    |
| 24    | 55 a 59 | 20    |
| 20    | 50 a 54 | 44    |
| 32    | 45 a 49 | 36    |
| 80    | 40 a 44 | 52    |
| 72    | 35 a 39 | 64    |
| 60    | 30 a 34 | 72    |
| 44    | 25 a 29 | 40    |
| 60    | 20 a 24 | 40    |
| 48    | 15 a 19 | 68    |
| 60    | 10 a 14 | 52    |
| 56    | 5 a 9   | 112   |
| 52    | 0 a 4   | 32    |

## Economia
El 2007 la població en edat de treballar era de 1.048 persones, 827 eren actives i 221 eren inactives. De les 827 persones actives 776 estaven ocupades (432 homes i 344 dones) i 51 estaven aturades (15 homes i 36 dones). De les 221 persones inactives 74 estaven jubilades, 93 estaven estudiant i 54 estaven classificades com a «altres inactius».

### Ingressos
El 2009 a Saint-Laurent-de-la-Plaine hi havia 600 unitats fiscals que integraven 1.649,5 persones, la mediana anual d'ingressos fiscals per persona era de 15.863 €.

### Activitats econòmiques
Dels 68 establiments que hi havia el 2007, 1 era d'una empresa alimentària, 5 d'empreses de fabricació d'altres productes industrials, 13 d'empreses de construcció, 12 d'empreses de comerç i reparació d'automòbils, 7 d'empreses de transport, 6 d'empreses d'hostatgeria i restauració, 5 d'empreses financeres, 4 d'empreses immobiliàries, 10 d'empreses de serveis, 3 d'entitats de l'administració pública i 2 d'empreses classificades com a «altres activitats de serveis».
Dels 19 establiments de servei als particulars que hi havia el 2009, 2 eren tallers de reparació d'automòbils i de material agrícola, 1 guixaire pintor, 5 fusteries, 1 lampisteria, 2 electricistes, 1 empresa de construcció, 2 perruqueries, 1 veterinari i 4 restaurants.
Dels 3 establiments comercials que hi havia el 2009, 1 era una botiga de menys de 120 m², 1 una fleca i 1 un drogueria.
L'any 2000 a Saint-Laurent-de-la-Plaine hi havia 47 explotacions agrícoles que ocupaven un total de 1.258 hectàrees.

## Equipaments sanitaris i escolars
El 2009 hi havia 1 farmàcia i 1 ambulància.
El 2009 hi havia 2 escoles elementals.

## Poblacions més properes
El següent diagrama mostra les poblacions més properes.